# Altino Arantes
Altino Arantes Marques (Batatais, 29 de septiembre de 1876 - São Paulo, 5 de julio de 1965) fue un político brasileño. Fue el décimo séptimo gobernador del estado de São Paulo entre mayo de 1916 hasta mayo de 1920.
Formado en la Facultad de Derecho del Largo de São Francisco en 1895, fue diputado federal por cuatro mandatos entre 1906 a 1908, 1911 a 1915 y 1921 a 1930. En 1946 fue diputado constituyente y, entre 1916 y 1920, gobernador del estado. Fue miembro de la Academia Paulista de Letras y presidente efectivo del Instituto Histórico y Geográfico de São Paulo así como el primer presidente del Banco de Crédito Hipotecário e Agrícola do Estado de São Paulo, posteriormente renombrado como Banco do Estado de São Paulo en 1927.
Falleció en la ciudad de São Paulo el 5 de julio de 1965 y está enterrado en el Cementerio de la Consolación.